# U-221 (tàu ngầm Đức)
U-221 là một tàu ngầm tấn công  Lớp Type VII thuộc phân lớp Type VIIC được Hải quân Đức Quốc Xã chế tạo trong Chiến tranh Thế giới thứ hai. Nhập biên chế năm 1942, nó đã thực hiện được năm chuyến tuần tra, đánh chìm được mười một tàu buôn tổng tải trọng 69.589 GRT cùng mười tàu chiến tổng tải trọng 759 tấn, đồng thời gây hư hại cho một tàu buôn khác tải trọng 7.197 GRT. Trong chuyến tuần tra cuối cùng tại Bắc Đại Tây Dương, U-221 bị một máy bay ném bom Handley Page Halifax của Không quân Hoàng gia Anh đánh chìm về phía Tây Nam Ireland vào ngày 27 tháng 9, 1943.

## Thiết kế và chế tạo

### Thiết kế

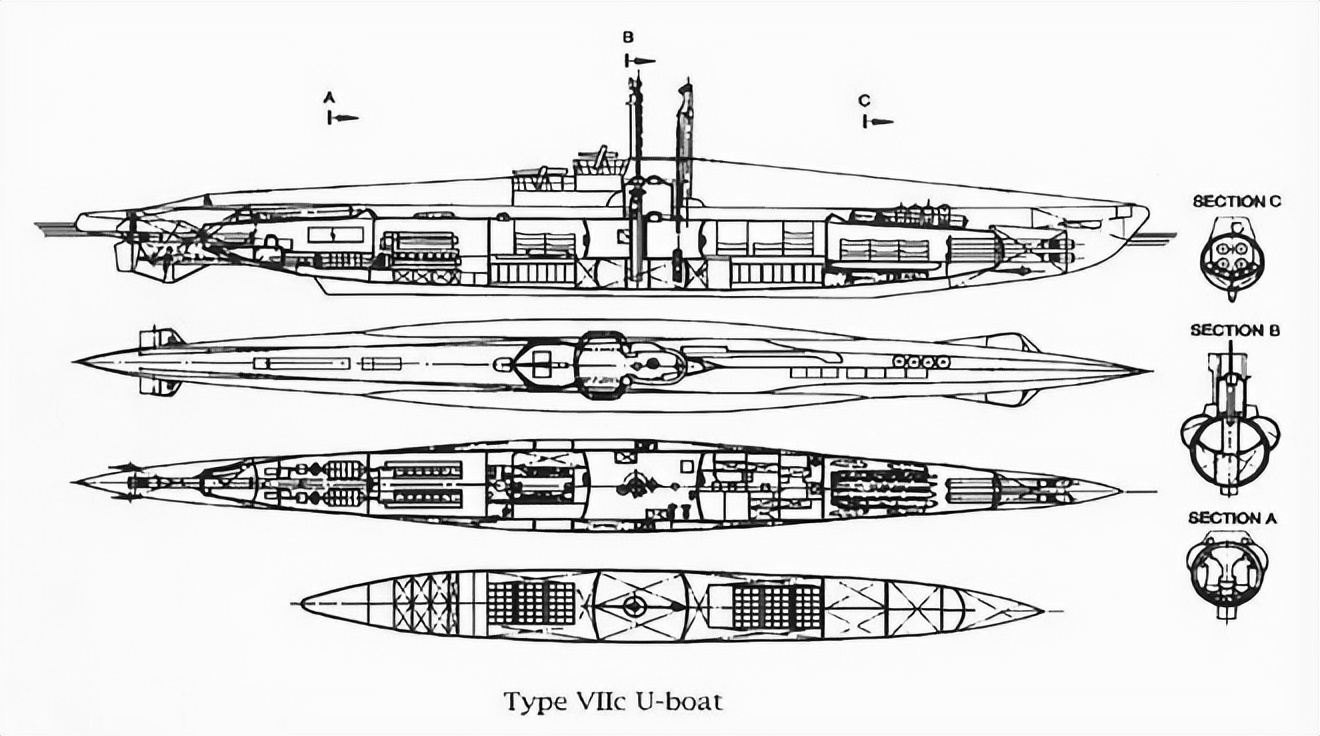
Sơ đồ các mặt cắt một tàu ngầm Type VIIC

Phân lớp VIIC của Tàu ngầm Type VII là một phiên bản VIIB được kéo dài thêm. Chúng có trọng lượng choán nước 769 t (757 tấn Anh) khi nổi và 871 t (857 tấn Anh) khi lặn). Con tàu có chiều dài chung 67,10 m (220 ft 2 in), lớp vỏ trong chịu áp lực dài 50,50 m (165 ft 8 in), mạn tàu rộng 6,20 m (20 ft 4 in), chiều cao 9,60 m (31 ft 6 in) và mớn nước 4,74 m (15 ft 7 in).
Chúng trang bị hai động cơ diesel Germaniawerft F46 siêu tăng áp 6-xy lanh 4 thì, tổng công suất 2.800–3.200 PS (2.100–2.400 kW; 2.800–3.200 bhp), dẫn động hai trục chân vịt đường kính 1,23 m (4,0 ft), cho phép đạt tốc độ tối đa 17,7 kn (32,8 km/h), và tầm hoạt động tối đa 8.500 nmi (15.700 km) khi đi tốc độ đường trường 10 kn (19 km/h). Khi đi ngầm dưới nước, chúng sử dụng hai động cơ/máy phát điện AEG GU 460/8–27 tổng công suất 750 PS (550 kW; 740 shp). Tốc độ tối đa khi lặn là 7,6 kn (14,1 km/h), và tầm hoạt động 80 nmi (150 km) ở tốc độ 4 kn (7,4 km/h). Con tàu có khả năng lặn sâu đến 230 m (750 ft).
Vũ khí trang bị có năm ống phóng ngư lôi 53,3 cm (21 in), bao gồm bốn ống trước mũi và một ống phía đuôi, và mang theo tổng cộng 14 quả ngư lôi, hoặc tối đa 22 quả thủy lôi TMA, hoặc 33 quả TMB. Tàu ngầm Type VIIC bố trí một hải pháo 8,8 cm SK C/35 cùng một pháo phòng không 2 cm (0,79 in) trên boong tàu. Thủy thủ đoàn bao gồm 4 sĩ quan và 40-56 thủy thủ.

### Chế tạo
U-221 được đặt hàng vào ngày 15 tháng 8, 1940, và được đặt lườn tại xưởng tàu của hãng Friedrich Krupp Germaniawerft tại Kiel vào ngày 16 tháng 6, 1941. Nó được hạ thủy vào ngày 14 tháng 3, 1942, và nhập biên chế cùng Hải quân Đức Quốc Xã vào ngày 9 tháng 5, 1942 dưới quyền chỉ huy của Hạm trưởng, Đại úy Hải quân Hans-Hartwig Trojer.

## Lịch sử hoạt động

### 1942

#### Chuyến tuần tra thứ nhất
Sau khi chuyển căn cứ hoạt động từ Kiel sang cảng Kristiansand, Na Uy vào đầu tháng 9, 1942, U-221 khởi hành từ đây vào ngày 3 tháng 9 cho chuyến tuần tra đầu tiên trong chiến tranh. Nó băng qua khe GIUK giữa quần đảo Faroe và Iceland để đi đến khu vực tuần tra tại Bắc Đại Tây Dương về phía Đông đảo Newfoundland, Canada. Ở vị trí khoảng 500 nmi (930 km) về phía Đông eo biển đảo Belle, Newfoundland, nó đã phóng ngư lôi tấn công Đoàn tàu SC 104, đánh chìm tàu buôn Na Uy Fagersten 2.342 GRT lúc 05 giờ 56 phút ngày 13 tháng 10, tại tọa độ 53°05′B 44°06′T / 53,083°B 44,1°T. Ngay sau đó một loạt ngư lôi thứ hai phóng lúc 06 giờ 23 phút đã đánh chìm các tàu buôn Anh Ashworth 5.227 GRT và tàu buôn Na Uy Senta 3.785 GRT cùng tại tọa độ 53°00′B 44°00′T / 53°B 44°T.
Sang ngày hôm sau 14 tháng 10, chiếc tàu ngầm tiếp tục tấn công Đoàn tàu SC 104 lúc 00 giờ 13 phút ở vị trí về phía Đông St. John's đánh chìm tàu buôn Hoa Kỳ Susana 5.929 GRT tại tọa độ 53°41′B 41°23′T / 53,683°B 41,383°T. Sau đó đến lượt tàu buôn Anh Southern Empress 12.398 GRT (nguyên là một tàu xưởng săn cá voi được cải biến thành tàu chở hàng) trúng ngư lôi lúc 00 giờ 32 phút, rồi đắm lúc 03 giờ 21 phút sau khi trúng quả ngư lôi thứ hai tại tọa độ 53°40′B 40°40′T / 53,667°B 40,667°T. Trong số hàng hóa được Southern Empress vận chuyển bao gồm mười xuồng đổ bộ (9 chiếc LCM và 1 chiếc LCT), nên được tính gộp vào chiến công của U-221.  Nó kết thúc chuyến tuần tra và đi đến cảng St. Nazaire bên bờ biển Đại Tây Dương của Pháp đã bị Đức chiếm đóng, đến nơi vào ngày 22 tháng 10. St. Nazaire trở thành căn cứ hoạt động chính của U-221 trong suốt bốn chuyến tuần tra còn lại.

#### Chuyến tuần tra thứ hai
Xuất phát từ St. Nazaire vào ngày 23 tháng 11 cho chuyến tuần tra thứ hai, U-221 hoạt động trong khu vực Bắc Đại Tây Dương giữa Canada và Ireland. Vào ngày 8 tháng 12, trong hoàn cảnh sương mù dày đặc, nó mắc tai nạn va chạm với tàu ngầm U-254, khiến U-254 bị đắm ngay lập tức và U-221 bị hư hại nặng. U-221 phải hủy bỏ chuyến tuần tra và quay trở về căn cứ vào ngày 23 tháng 12.

### 1943

#### Chuyến tuần tra thứ ba
Chuyến tuần tra thành công nhất của U-221 diễn ra từ ngày 27 tháng 2 đến ngày 28 tháng 3, khi nó tiếp tục hoạt động tại khu vực Trung tâm Bắc Đại Tây Dương. Vào ngày 7 tháng 3, nó phóng ngư lôi đánh chìm tàu buôn Na Uy Jamaica 3.015 GRT lúc 12 giờ 27 phút tại tọa độ 48°00′B 23°30′T / 48°B 23,5°T. Ba ngày sau đó, 10 tháng 3, nó lại tấn công Đoàn tàu HX 228 ở vị trí về phía Đông Nam mũi Farewell, Greenland. Loạt ngư lôi phóng ra lúc 21 giờ 26 phút đã đánh chìm tàu buôn Hoa Kỳ Andrea F. Luckenbach 6.565 GRT và tàu buôn Anh Tucurinca 5.412 GRT tại tọa độ 51°20′B 29°29′T / 51,333°B 29,483°T, đồng thời gây hư hại nhẹ cho tàu buôn Hoa Kỳ SS Lawton B. Evans 7.197 GRT Các tàu hộ tống cho Đoàn tàu HX 228 đã phản công với sáu quả mìn sâu được thả xuống, gây hư hư hại đáng kể cho chiếc tàu ngầm, nhưng nó đã tự xoay sở sửa chữa để có thể tiếp tục tuần tra.
Đến ngày 18 tháng 3, U-221 tấn công Đoàn tàu HX 229 ở vị trí về phía Đông Nam mũi Farewell, đánh chìm tàu buôn Hoa Kỳ Walter Q. Gresham 7.191 GRT lúc 16 giờ 43 phút và tàu buôn Anh Canadian Star 8.293 GRT lúc 17 giờ 10 phút tại tọa độ 53°35′B 28°05′T / 53,583°B 28,083°T.

#### Chuyến tuần tra thứ tư
Trong chuyến tuần tra thứ tư kéo dài từ ngày 3 tháng 5 đến ngày 21 tháng 7, U-221 mở rộng phạm vi hoạt động trong Đại Tây Dương xa hơn về phía Nam đến lối ra vào eo biển Gibraltar. Vào ngày 12 tháng 5, nó đánh chìm tàu chở dầu Na Uy Sandanger 9.432 GRT vốn bị tách khỏi Đoàn tàu HX 237 tại tọa độ 46°00′B 21°00′T / 46°B 21°T.

#### Chuyến tuần tra thứ năm - Bị mất
U-221 xuất phát từ cảng St. Nazaire vào ngày 20 tháng 9 cho chuyến tuần tra thứ năm, cũng là chuyến cuối cùng, để hoạt động trong Bắc Đại Tây Dương về phía Tây Nam Ireland. Vào ngày 27 tháng 9, nó bị một máy bay ném bom Handley Page Halifax thuộc Liên đội 58 Không quân Hoàng gia Anh phát hiện và tấn công với tám quả mìn sâu được thả xuống, khiến U-221 bị đánh chìm tại tọa độ 47°0′B 18°0′T / 47°B 18°T; toàn bộ 50 thành viên thủy thủ đoàn của U-221 đều tử trận. Bản thân chiếc Halifax cũng trúng hỏa lực phòng không của U-221 và buộc phải hạ cánh cách chiếc tàu ngầm khoảng 3 mi (4,8 km), và hai xạ thủ trên chiếc máy bay đã thiệt mạng.

### "Bầy sói" tham gia
U-221 từng tham gia mười hai bầy sói:
- Pfeil (12 – 22 tháng 9, 1942)
- Blitz (22 – 26 tháng 9, 1942)
- Tiger (26 – 30 tháng 9, 1942)
- Wotan (5 – 18 tháng 10, 1942)
- Draufgänger (29 tháng 11 - 9 tháng 12, 1942)
- Neuland (8 – 13 tháng 3, 1943)
- Dränger (14 – 20 tháng 3, 1943)
- Drossel (11 – 15 tháng 5, 1943)
- Oder (17 – 19 tháng 5, 1943)
- Mosel (19 – 24 tháng 5, 1943)
- Trutz (1 – 16 tháng 6, 1943)
- Trutz 3 (16 – 29 tháng 6, 1943)

### Tóm tắt chiến công
U-221 đã đánh chìm được mười một tàu buôn tổng tải trọng 69.589 GRT cùng mười tàu chiến tổng tải trọng 759 tấn, đồng thời gây hư hại cho một tàu buôn khác tải trọng 7.197 GRT:
| Ngày              | Tên tàu              | Quốc tịch              | Tải trọng | Số phận      |
| ----------------- | -------------------- | ---------------------- | --------- | ------------ |
| 13 tháng 10, 1942 | Ashworth             | United Kingdom         | 5.227     | Bị đánh chìm |
| 13 tháng 10, 1942 | Fagersten            | Norway                 | 2.342     | Bị đánh chìm |
| 13 tháng 10, 1942 | Senta                | Norway                 | 3.785     | Bị đánh chìm |
| 14 tháng 10, 1942 | Southern Empress     | United Kingdom         | 12.398    | Bị đánh chìm |
| 14 tháng 10, 1942 | HMS LCM-508          | Hải quân Hoàng gia Anh | 52        | Bị đánh chìm |
| 14 tháng 10, 1942 | HMS LCM-509          | Hải quân Hoàng gia Anh | 52        | Bị đánh chìm |
| 14 tháng 10, 1942 | HMS LCM-519          | Hải quân Hoàng gia Anh | 52        | Bị đánh chìm |
| 14 tháng 10, 1942 | HMS LCM-522          | Hải quân Hoàng gia Anh | 52        | Bị đánh chìm |
| 14 tháng 10, 1942 | HMS LCM-523          | Hải quân Hoàng gia Anh | 52        | Bị đánh chìm |
| 14 tháng 10, 1942 | HMS LCM-532          | Hải quân Hoàng gia Anh | 52        | Bị đánh chìm |
| 14 tháng 10, 1942 | HMS LCM-537          | Hải quân Hoàng gia Anh | 52        | Bị đánh chìm |
| 14 tháng 10, 1942 | HMS LCM-547          | Hải quân Hoàng gia Anh | 52        | Bị đánh chìm |
| 14 tháng 10, 1942 | HMS LCM-620          | Hải quân Hoàng gia Anh | 52        | Bị đánh chìm |
| 14 tháng 10, 1942 | HMS LCT-2006         | Hải quân Hoàng gia Anh | 291       | Bị đánh chìm |
| 14 tháng 10, 1942 | Susana               | United States          | 5.929     | Bị đánh chìm |
| 7 tháng 3, 1943   | Jamaica              | Norway                 | 3.015     | Bị đánh chìm |
| 10 tháng 3, 1943  | Andrea F. Luckenbach | United States          | 6.565     | Bị đánh chìm |
| 10 tháng 3, 1943  | Lawton B. Evans      | United States          | 7.197     | Bị hư hại    |
| 10 tháng 3, 1943  | Tucurinca            | United Kingdom         | 5.412     | Bị đánh chìm |
| 18 tháng 3, 1943  | Canadian Star        | United Kingdom         | 8.293     | Bị đánh chìm |
| 18 tháng 3, 1943  | Walter Q. Gresham    | United States          | 7.191     | Bị đánh chìm |
| 18 tháng 3, 1943  | Sandanger            | Norway                 | 9.432     | Bị đánh chìm |